# 포케
포케(하와이어: poke→자르다, 가로로 조각내다)는 하와이의 날생선 샐러드이다. 생선을 주사위 모양(깍뚝썰기)으로 썰어 소스에 버무린 요리로, 애피타이저나 주요리로 제공된다.

## 종류
- 아쿠 포케(aku poke) – 가다랑어 포케
- 아히 포케(ʻahi poke) – 참치(눈다랑어·황다랑어) 포케
- 헤에 포케(heʻe poke) – 문어 포케

## 역사

### 접촉 이전 시기
대부분의 물고기는 큰 양식장에서 길러지거나 얕은 물과 산호초 근처에서 잡혔다. 깊은 바다의 산호초 너머에서의 낚시와 어획은 고대 하와이의 생활 방식을 규제하는 카푸 제도에 따라 추장들에게만 허용되었다.
포케는 본래 잡은 물고기의 자투리를 간식으로 먹기 위해 시작되었다. 물고기는 가급적 잡자마자 생으로 먹었는데, 천일염, 이나모나를 넣고 때로는 아가미의 피로 맛을 냈다. 전형적인 밑반찬으로는 이나모나에 말린 알랄라(문어 먹물주머니), 아케(생선 간), 소금을 섞어 만들었다. 포케는 리무와 큰 그릇에 담긴 포이와 함께 제공되었다.

### 접촉 이후 시기
1778년 제임스 쿡 선장이 도착했을 때 그는 양파 씨앗을 가져왔다. 1790년대에는 스페인의 원예가 프란시스코 데 파울라 마린이 뒤를 이어 토마토를 처음으로 재배했다. 데 파울라 마린은 이후 양파 재배를 더욱 대중화했고, 양파가 인기 있는 부재료가 되었다. 스위트 마우이 양파로 알려진 품종은 수년에 걸쳐 개발되었다.
지속적인 서구의 영향으로 결국 카푸는 폐지되었다. 특정 어종 섭취에 대한 금지는 1819년에 해제되었고, 1839년에는 카메하메하 3세가 산호초 너머의 어장을 개방했다. 이즈음 하와이인들은 모피 무역과 목재 산업에서 태평양 북서부로 보내진 계약 노동자들을 통해 처음으로 연어를 접하게 되었다. 연어는 처음에는 포케로 조리되었을 것이며, 이후 로미 연어로 발전했다.
19세기 중반부터 중국과 일본의 이민자들이 농장 노동자로 이주해 오면서 나메로, 간장, 참기름과 같은 식재료를 가져왔다.

### 참치 산업
태평양 도서 국가들에서 참치 어업은 수세기 동안 중요했지만, 1900년 이전에는 주로 산호초 바로 바깥에서 카누를 이용한 소규모 어업에 국한되었다. 1920년대에서 1930년대 사이, 하와이 해역의 거의 모든 어선은 일본인들의 소유였으며, 주로 날개다랑어와 가다랑어를 잡는 연승 어업을 했다. 이러한 참치의 대부분은 수출용 통조림으로 가공되었지만, 일부는 현지 시장용 생선으로 남겨두었다. 1970년대에 이르러 일본 소비자들의 증가하는 구매력으로 인해 사시미용 참치에 대한 수요가 늘어났다.
1970년대에서 1980년대 사이 황다랑어와 눈다랑어의 어획량이 증가하면서 생선 시장에서 경쟁이 심화되었고, 가다랑어의 시장은 축소되었다. 수출 시장에서는 사시미용으로 가다랑어보다 황다랑어와 눈다랑어를 선호했다. 가다랑어는 보통 평균 가격이 더 낮지만 현지인들 사이에서는 널리 애용되었다. 1985년에는 황다랑어의 평균 가격이 눈다랑어보다 26% 높았고, 1991년에는 그 차이가 58%로 증가했다. 일본에서 하와이로 수입된 급속 냉동 가다랑어와 황다랑어도 현지 시장 점유율을 놓고 하와이 어업과 경쟁했다.

### 하와이 지역 요리

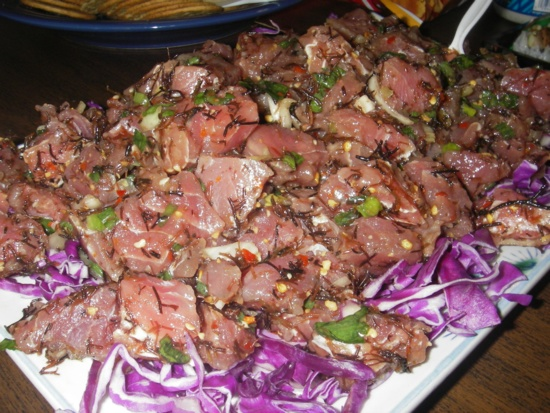
참치, 파, 고추, 바다 소금, 간장, 참기름, 구운 쿠쿠이 넛(캔들넛), 리무로 만든 아히 포케를 붉은 양배추 위에 얹어 낸 요리

음식 역사가 레이첼 라우단에 따르면, 현재 형태의 포케는 1970년대 무렵 인기를 얻기 시작했다. 하지만 가정에서 만들거나 해산물 판매대에서 발견되는 포케는 양파나 리무 중 하나 또는 두 가지 '맛'으로만 제한되어 있었다. 이미 그 당시 인기 있던 사시미는 타타키와 매우 비슷한 일본-하와이식 사시미 샐러드 퓨전으로 발전했다.
1990년대 초, 현지 요리사들의 한 그룹이 지역 식재료와 다양한 민족의 요리 영향을 받은 독특한 하와이 퓨전 스타일의 요리를 주창했다. 이 운동의 창립 요리사인 마스터 셰프 샘 초이는 1992년에 전문 요리사와 아마추어 요리사들을 위한 포케 레시피 대회로 구성된 포케 페스티벌을 시작했다. 첫 대회는 15,000달러 이상의 현금과 상품을 제공했다. 요리사들은 많은 새로운 맛의 조합을 선보였고, 이 평범했던 요리를 레스토랑의 고급 메뉴로 발전시켰다.

## 재료

### 생선

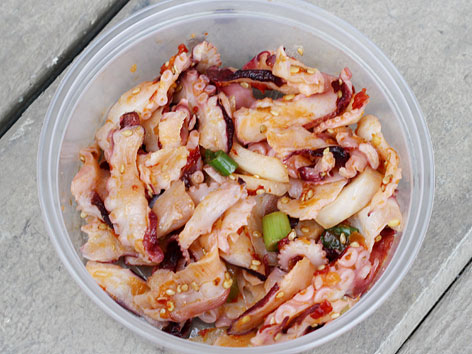
참기름, 다진 고추, 바다 소금으로 만든 타코(문어) 포케 또는 헤에 포케

미국 식품의약국에 따르면 현지에서 상업적으로 잡히는 많은 물고기를 생으로 먹을 수 있다. 그러나 현지 해산물 판매대에서 볼 수 있는 하와이 해역에서 가장 흔히 잡히는 포케용 물고기는 다음과 같다(괄호 안은 일본어 이름).
- 아히(ʻahi): 날개다랑어(톰보), 눈다랑어(메바치), 황다랑어(키하다)

- 아쿠(aku): 가다랑어(가츠오)

- 아우(aʻu): 녹새치(가지키), 청새치(나이라기), 단문청새치(헤비), 황새치(슈토메), 돛새치

- 헤에(heʻe): 문어(타코)

- 오피히(ʻopihi): 노란발 따개비, 검은발 따개비

일본 수산시장의 영향력이 여전히 강해서, 이러한 물고기들은 현지에서 하와이어와 일본어 이름 모두로 알려져 있다. 하지만 이는 또한 많은 어종의 이름을 능숙하게 지었던 고대 하와이인들에게 심해 어업이 일반적인 관행이 아니었다는 점을 상기시킨다.
코나 캄파치(간파치)는 하와이섬 연안에서 양식된다. 방어(하마치)와 대서양연어(스코틀랜드산 포함), 뉴질랜드산 왕연어와 같은 수입 어종이 매우 인기가 있다. 야생 연어는 기생충 감염 위험 때문에 대체로 안전하지 않다. 일본에서 수입되는 대부분의 생선은 보통 사시미나 스시용으로 제공되지만 마다이, 마구로, 사바와 같이 포케로도 적합하다. 문어를 포함한 대부분의 신선한 조개류는 주의를 기울이면 생으로 안전하게 섭취할 수 있지만, 특히 포케로 상업적으로 판매될 때는 흔히 조리되거나(최소한 숙성시키거나) 한다.
포케가 생선회 요리로 알려져 있지만, 현대에는 자유로운 형태를 보인다. 세비체처럼 숙성시키거나 조리할 수 있고, 생선으로 만들지 않아도 되며, 반드시 주사위 모양으로 자를 필요도 없다. 셰프 샘 초이는 "튀긴 포케"를 대중화했다. 피피카울라(하와이식 소고기 육포), 아케(생 소간)와 양, 소고기 타르타르도 포케로 만들 수 있다. 게맛살(카니카마)도 흔히 사용되며, 두부는 일반적인 채식 옵션이다.

### 추가 재료

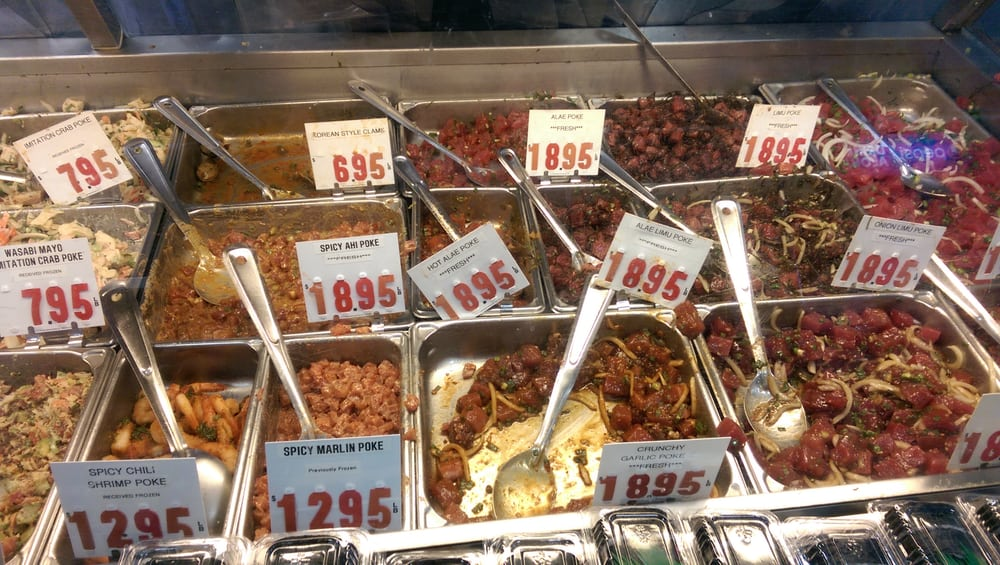
2014년경의 다양한 종류의 포케가 진열된 포케 판매대

전통적인 양념은 이나모나, 알라에아 소금, 리무다. 오늘날 가장 흔한 맛의 조합은 단순히 간장과 참기름이며, 여기에 마우이 양파와 파, 오고를 더한다. 스리라차 소스와 마요네즈는 인기 있는 "매운 아히"의 기본 재료다.
다른 추가 재료로는 굴 소스, 폰즈, 데리야키 소스, 고추나 다진 붉은 고추, 스위트 칠리 소스, 할라페뇨, 성게나 연어알, 토비코(또는 마사고), 다진 김치, 생강, 채 썬 게맛살, 구운 참깨, 와사비(또는 겨자)가 있다.
캘리포니아 롤 포케에는 아보카도와 오이가 들어간다. 2020년 무렵에는 중국 요리인 박칫가이에 사용되는 생강-파 양념(겡융)이 가벼운 인기를 얻는 포케 맛이 되었다. 다른 재료로는 버섯, 튀긴 양파, 고수, 파인애플, 에다마메와 다양한 야채가 포함된다.
하와이 지역 요리의 또 다른 창립 멤버인 하와이의 셰프 앨런 웡은 《탑 셰프》의 객원 심사위원으로 출연했을 때 한 참가자에게서 영감을 받아 레몬, 레몬 제스트, 케이퍼, 소엽, 앤초비 통조림을 사용한 지중해풍의 아히 포케를 만들었다.

## 현대

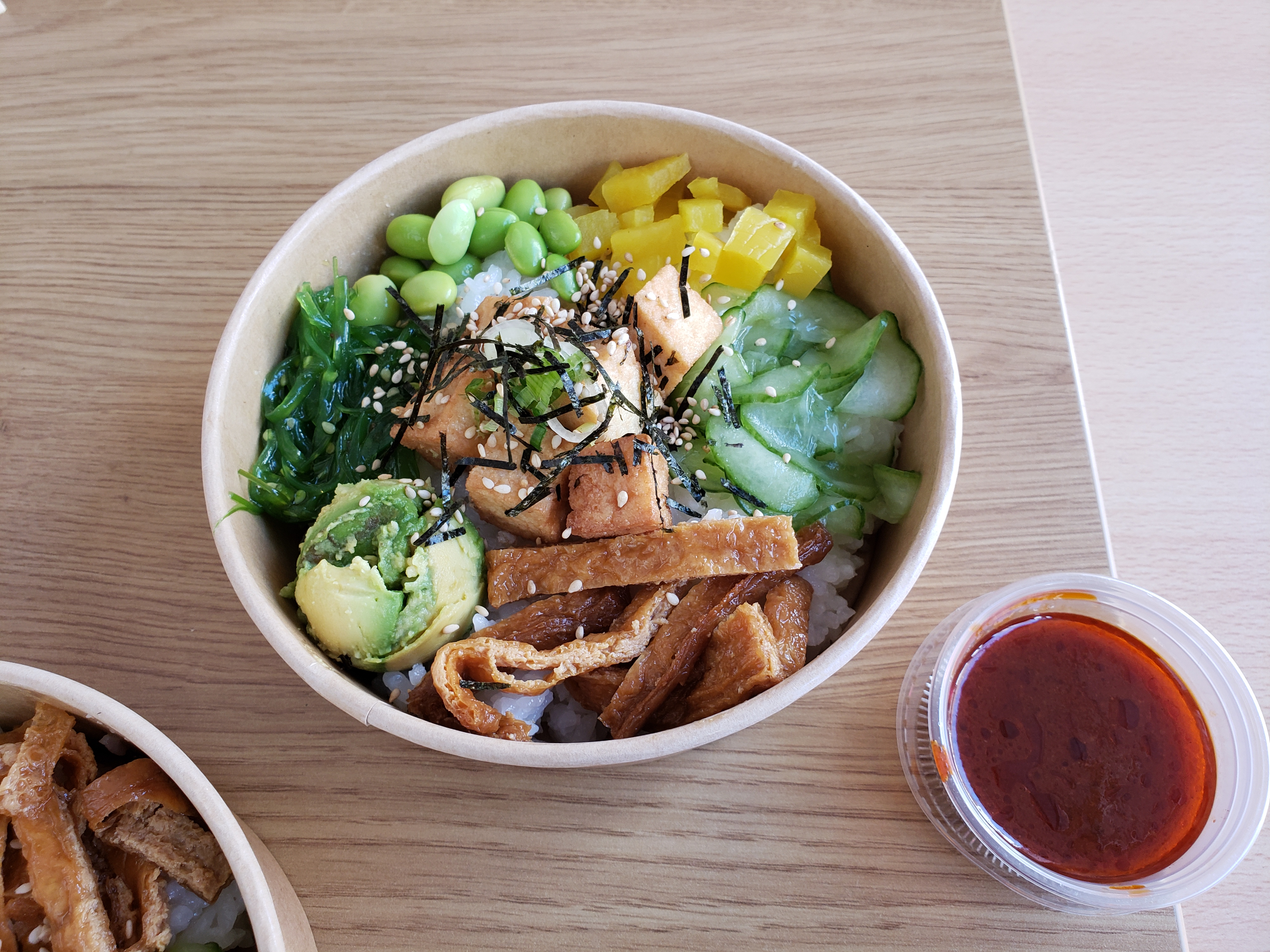
하와이 밖에서 발견되는 많은 "포케 볼"은 하와이식 포케보다는 한국의 회덮밥에 더 가깝다

1960년대 이후, 하와이의 대부분 현지 식료품 체인점과 독립 생선 시장, 때로는 오래된 소형 슈퍼마켓에는 포케를 대량으로 만들어 무게별로 판매하는 전용 판매대가 있다. 일부 캐주얼 패스트푸드 레스토랑에서는 주문과 동시에 만들어 준다. 현지에서 "포케 볼"은 쌀밥 위에 포케를 올린 것을 의미한다. 일반 식당에서는 종종 타르타르처럼(노른자 없이) 또는 튀긴 완탕피나 새우칩을 곁들여 토스타다 형태로 제공되며, 때로는 "포케 나초"라고도 한다. 캐주얼 스시 레스토랑에서는 포케를 이나리 스시에 넣어 제공한다.
포케는 2012년부터 북미에서 점점 더 인기를 얻기 시작했다. 2014년부터 2016년 중반까지 "포케를 제공하는 곳을 포함한 포스퀘어의 하와이 레스토랑 수"가 342개에서 700개로 두 배 증가했다. 이러한 레스토랑들은 전통적인 버전과 현대적인 버전의 요리를 모두 제공한다. 현대식 포케 볼은 고객이 먹기 전에 섞을 수 있도록 비빔밥처럼 완전히 맞춤화할 수 있는 재료들을 신중하게 배열한 것이 특징이다.
시카고에 기반을 둔 이러한 대형 체인점 중 하나는 2018년, 하와이와 본토의 특정 포케 가게들에 정지명령 서한을 보낸 후 논란에 휘말렸다. 일부 하와이 원주민들은 상점 주인들에게 사업체 이름에 "알로하"와 "포케"라는 단어를 사용하지 말라고 했다. 그 결과, 여러 상점들이 사업체의 브랜드를 변경해야 했다.
샘 초이가 1992년에 시작한 연례 축제는 몇 차례 주최자가 바뀌었지만 여전히 계속되고 있다. 2023년에는 셰프 로니 레인워터와 아론 산체스가 대회의 객원 심사위원을 맡았다. 2022년 1등상은 1,000달러의 상금과 후원 호텔 6박 숙박권이었다. 2009년에 시작된 3일간의 "아이 러브 포케" 축제는 이 요리를 기념하기 위해 샌디에이고에서 매년 개최된다.

## 유사한 요리
생선회 요리는 흔하지 않은 것이 아니다. 오타 이카(또는 푸아송 크뤼)는 오세아니아 전역에서 흔히 볼 수 있다. 또한 유럽의 생선 카르파초와 타르타르, 중국의 위상, 한국의 회덮밥, 라틴 아메리카의 세비체, 일본의 나메로, 사시미, 다타키가 있다. 이누이트 요리에서는 생선을 생으로 먹는 것이 가장 좋다고 여겼다. 동남아시아의 유사 요리로는 말레이시아의 히나바와 우마이, 필리핀의 키닐라우와 킬라윈이 있으며, 괌에서는 켈라구엔으로 알려져 있다.
일로카노족의 요리인 포키 포키는 구운 가지와 토마토를 넣은 스크램블 에그 요리로, 귀환한 일로카노족 사카다(사탕수수 농장 계절 노동자)들에 의해 포케에서 그 이름이 유래된 것으로 보인다.

## 사진 갤러리

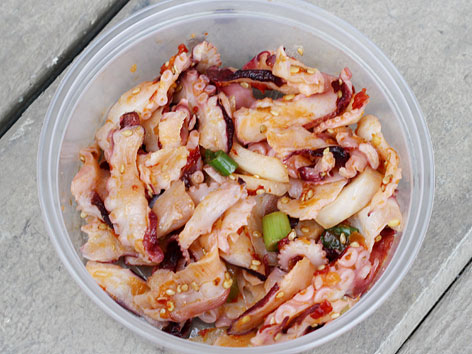
김치 헤에 포케
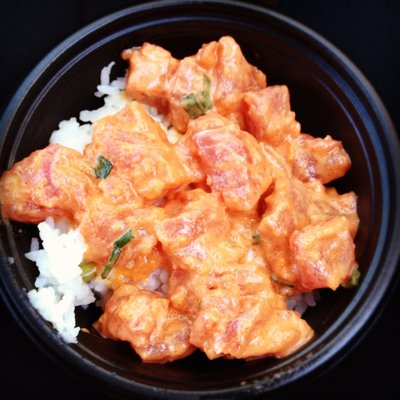
아히 포케 덮밥

## 같이 보기
- 회
- 오타 이카
- 사시미
- 회덮밥
- 비빔밥

## 주해
1. ↑  20세기 초 하와이의 사탕수수 농장에서 일하기 위해 도착한 필리핀인들은 대부분 사카다로 알려진 일로카노족 출신이었으며, 이들은 포케를 킬라윈(타갈로그어인 키닐라우가 아닌)이라고 불렀다. 오늘날 하와이 필리핀인의 85%가 일로카노족이다.[67]

## 더 읽어보기
- Stanford, Lois. “When the Marginal Becomes the Exotic: The Politics of Culinary Tourism in Indigenous Communities in Rural Mexico.” Reimagining Marginalized Foods: Global Processes, Local Places, edited by ELIZABETH FINNIS, University of Arizona Press, 2012, pp. 67–87. https://doi.org/10.2307/j.ctt1814g4b.7.

- Titcomb, Margaret, and Mary Kawena Pukui. “MEMOIR No. 29. NATIVE USE OF FISH IN HAWAII. INSTALMENT No. 1. Pages 1-96.” The Journal of the Polynesian Society 60, no. 2/3 (1951): 1–96. http://www.jstor.org/stable/20703302.